# Zonosaurus anelanelany
Espèce
Statut de conservation UICN

 VU B1ab(iii) : Vulnérable
Zonosaurus anelanelany est une espèce de sauriens de la famille des Gerrhosauridae.

## Répartition
Cette espèce est endémique de Madagascar.

## Description
Cette espèce est ovipare. Elle mesure jusqu'à 18 cm.

## Publication originale
- Raselimanana, Raxworthy & Nussbaum, 2000 : A revision of the dwarf Zonosaurus Boulenger (Reptilia: Squamata: Cordylidae) from Madagascar, including descriptions of three new species. Scientific Papers Natural History Museum University of Kansas, vol. 18, p. 1-16 (texte intégral).